# Dag Wirén

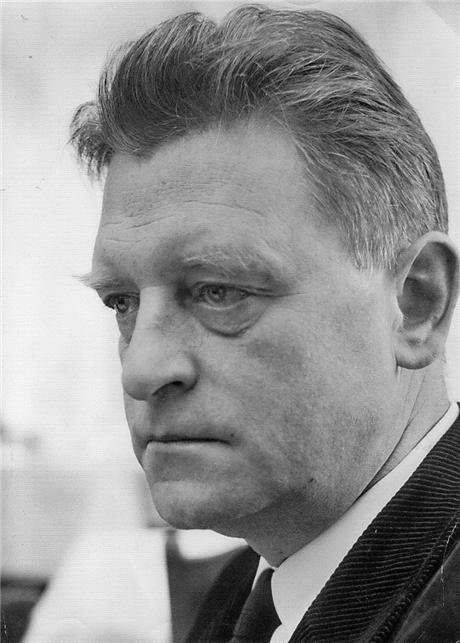
Dag Wirén

Dag Wirén (* 15. Oktober 1905 in Striberg; † 19. April 1986 in Danderyd) war ein schwedischer Komponist.
Wirén studierte von 1926 bis 1931 an der Musikhochschule Stockholm Komposition bei Ernst Ellberg, Klavier bei Olaf Wibergh und Dirigieren bei Olallo Morales. In diesen Jahren entstanden die ersten Streichquartette, Klaviersonate, Violinsonate und Cellosonate. Er gehörte zur Komponistengruppe der 1930er Jahre, zusammen u. a. mit Lars-Erik Larsson, Gunnar de Frumerie und Erland von Koch. Diese Gruppe unabhängiger Individualisten hatte als Gemeinsamkeit eine Vorliebe für den Neoklassizismus, der sich von romantischen Einflüssen befreite.
1931 bis 1934 in Paris studierte er Instrumentation bei Leonid Sabanejew. Hier vollendete Wirén seine Erste Sinfonie, die er nie zur Aufführung freigab. 1934 ließ er sich mit seiner Frau, einer irischen Cellistin, in Stockholm nieder und wurde 1935 Mitglied des schwedischen Komponistenverbandes und dessen Bibliothekar, 1947 bis 1963 war er dessen Vizepräsident.
Seit 1938 arbeitete er als Musikkritiker beim Svenska Morgonbladet. Seit 1946 lebte er in Danderyd als freischaffender Komponist. In diesem Jahr wurde er auch Mitglied der Königlichen Musikakademie Stockholm. 1936 entstand sein Cellokonzert op. 10, 1939 seine 2. Sinfonie, 1944 die 3. Sinfonie, 1948 das Violinkonzert op. 23. Im Jahr 1948 wurde Wirén zum Mitglied der Königlichen Musikakademie in Stockholm gewählt. 1952 entstand seine 4. Sinfonie, 1964 seine letzte, die 5. Sinfonie. Sein letztes Werk ist das Concertino für Flöte und kleines Orchester op. 44, welches 1972 geschrieben und 1974 uraufgeführt wurde. 1968 erhielt er den Kunstpreis von Örebro, 1975 den Atterberg-Preis, 1978 die Medaille 'Artibus et Litteris'.
Er komponierte u. a. zwei Operetten, fünf Sinfonien, ein Divertimento und ein Triptychon für Orchester, kammermusikalische Werke und Klavierstücke. Besonders bekannt geworden ist Wiréns Serenade für Streichorchester op. 11.

## Filmografie (Auswahl)
- 1949: Rya-Rya – Nur eine Mutter (Bara en mor)
- 1951: Fräulein Julie (Fröken Julie)
- 1954: Lektion in Liebe ( En lektion i kärlek)
- 1958: Fuhrmann des Todes (Körkarlen)